# Ocupación aliada de Austria
La ocupación de Austria se inició después de la derrota nazi tras la Segunda Guerra Mundial, al dividirse el país entre las potencias victoriosas. Desde el Anschluss en 1938, la nación formaba parte del III Reich al que se unió después de un sufragio, por amplia mayoría de votos. Aunque esta división administrativa debería durar indefinidamente, los Estados Unidos, Francia y Reino Unido fusionaron prematuramente sus zonas para contrarrestar cualquier influencia política, económica o militar desde la zona de ocupación soviética. El resultado de la fusión fue devolver el control civil a la ciudadanía austríaca y la creación de la Segunda República de Austria, que es la organización política actualmente vigente en Austria.

## Ocupación por los Aliados
El 13 de abril de 1945 las tropas soviéticas ocuparon Viena. El socialista Karl Renner, con el apoyo de la URSS formó un gobierno de coalición (socialistas, socialcristianos y comunistas), y de acuerdo con la Declaración Tripartita de Moscú (1943) proclamó la independencia (27 de abril de 1945) y declaró nulas todas las medidas de la administración nacionalsocialista desde marzo de 1938.
Los aliados occidentales reconocieron este gobierno con ciertas reticencias, aunque el país quedó sometido a la administración de las potencias vencedoras, URSS, EE. UU., Reino Unido y Francia. Viena fue dividida como Berlín en cuatro zonas de ocupación, una partición que se extendió al resto del país, siendo el comandante militar de cada zona la máxima autoridad política de la misma. El nuevo gobierno convocó elecciones generales en noviembre de 1945. Karl Renner fue elegido Presidente de la República y Leopold Figl líder del Partido Popular fue nombrado Canciller y formó coalición con los socialistas, socialcristianos y comunistas, por el sistema de proporcionalidad (Proporz) establecieron un acuerdo por el que compartirían el poder siendo socialista el presidente de la República y popular el canciller. El 13 de abril de 1946 el Parlamento restableció la Constitución de 1929. De 1945 a 1952 se procedió a desnazificar el país y se restableció la economía. Austria recibió ayuda del Plan Marshall desde 1948, recibiendo durante los siguientes años unos 488 millones de dólares. 
Durante las elecciones de 1953-1956-1959 se mantuvo la relación de fuerzas entre los partidos. El Canciller Figl fue sucedido en 1953 por el conservador Julius Raab, tras la muerte de Karl Renner (31 de diciembre de 1950) se escogió como presidente a Theodor Körner, quien había sido alcalde socialista de Viena. Durante la conferencia de ministros de Exteriores de las grandes potencias de enero de 1954 se decidió acabar con la ocupación de Austria. El Canciller Julius Raab visitó Moscú en abril de 1955 para discutir sobre el tratado de paz. El tratado se firmó el 15 de mayo de 1955 en Viena por las potencias ocupantes, siendo llamado Tratado de Estado (Staatsvertrag), se consideró a Austria como víctima del nazismo y se declaró nulo la Anschluss con Alemania. De acuerdo con el mismo Austria sería un Estado soberano, independiente y democrático, se convertía en un país neutral y se le prohibían los tratados militares, también se le prohibía la unión con Alemania y la restauración de los Habsburgo. Se garantizaron los derechos de las minorías eslavas. El tratado entró en vigor el 27 de julio y el 25 de octubre las últimas tropas extranjeras abandonaron el país, dejando a cargo del mismo a la recién creada República, dotada de gobierno propio y una nueva Constitución. El 5 de noviembre de 1955 el Parlamento aprobó por ley la neutralidad del país.